# Wojciech Gradowski
Wojciech Gradowski (ur. 14 listopada 1980 w Katowicach) – polski siatkarz występujący na pozycji przyjmującego.Wychowanek klubu BBTS Włókniarz Bielsko-Biała.
Obecnie broni barw PRO AZS ATH Bielsko-Biała

## Kluby
- 1997–2004 BBTS Bielsko-Biała
- 2004–2005 AZS Politechnika Warszawa
- 2005–2007 Resovia
- 2007–2011 Domex Tytan AZS Częstochowa
- 2011–2012 Delecta Chemik Bydgoszcz
- 2012–2013  PRO AZS ATH Bielsko-Biała

## Sukcesy
- Mistrzostwo Polski juniorów młodszych 1997 z BBTS Włókniarz Bielsko-Biała
- Mistrzostwo Polski juniorów starszych 1998 z BBTS Włókniarz Bielsko-Biała
- Mistrzostwo Polski juniorów starszych 1999 z BBTS Włókniarz Bielsko-Biała
- IV miejsce Mistrzostw Polski w siatkówce plażowej 2002
- 2008 -  Puchar Polski z Wkręt-Met AZS Częstochowa
- 2008 -  Wicemistrzostwo Polski z Wkręt-Met AZS Częstochowa
- Ćwierćfinał Ligi Mistrzów 2009 z Domex Tytan AZS Częstochowa
- Ćwierćfinał Pucharu CEV 2008 z Wkręt-met Domex AZS Częstochowa
- 1/4 finału Pucharu CEV 2010 z Domex Tytan AZS Częstochowa